# Galium obliquum
Galium obliquum là một loài thực vật có hoa trong họ Thiến thảo. Loài này được Vill. mô tả khoa học đầu tiên năm 1779.